# Bilje (Kroatië)

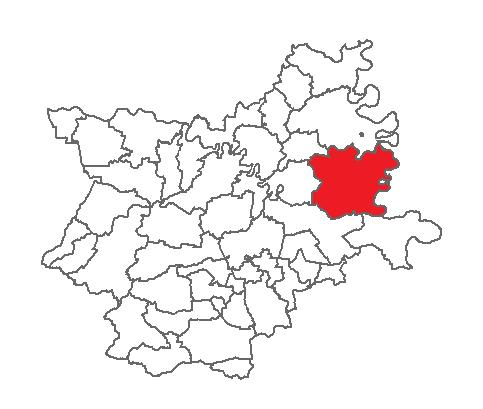

Bilje (Hongaars: Bellye; Servisch: Биље) is een gemeente in de Kroatische provincie Osijek-Baranja.
Bilje telt 5480 inwoners. De oppervlakte bedraagt 344 km², de bevolkingsdichtheid is 15,9 inwoners per km².
De gemeente bestaat uit de volgende kernen (inwonertallen 2021):
- Bilje   (Bellye) 3.159 inwoners
- Zlatna Greda (Bokroshát) 5 inwoners
- Podunavlje (Dunai-puszta) 1 inwoners
- Kozjak (Keskenyerdő) 21 inwoners
- Kopačevo (Kopács ) 467 inwoners
- Lug (Laskó) 599 inwoners
- Tikveš (Tökös) 15 inwoners
- Vardarac (Várdaróc) 504 inwoners

## Bevolkingssamenstelling
In 2001 was 35% van de bevolking van de gemeente Bilje onderdeel van de Hongaarse minderheid in Kroatië. Het is daarmee na buurgemeente Kneževi Vinogradi de meest Hongaarse gemeente van Kroatië.

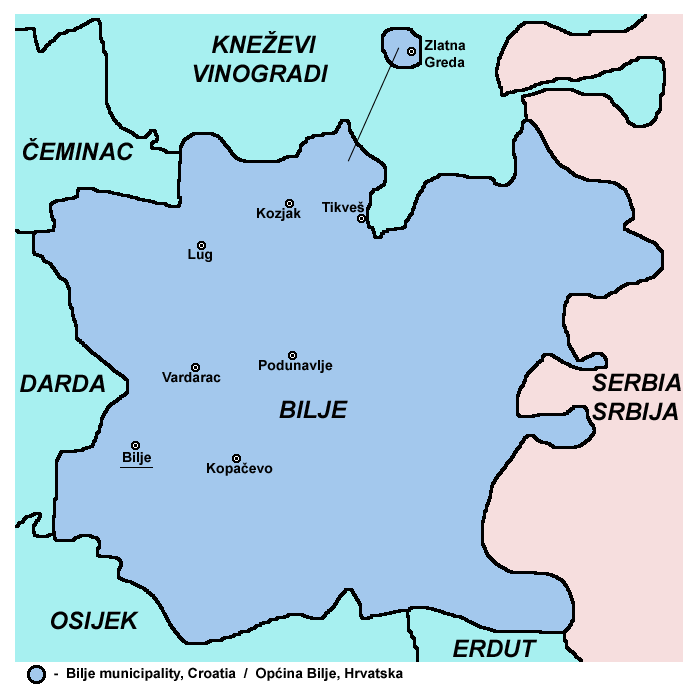

Steden (gradovi): Osijek · Beli Manastir · Belišće · Donji Miholjac · Đakovo · Našice · Valpovo

Gemeenten (općine): Antunovac · Bilje · Bizovac · Čeminac · Čepin · Darda · Donja Motičina · Draž · Drenje · Đurđenovac · Erdut · Ernestinovo · Feričanci · Gorjani · Jagodnjak · Kneževi Vinogradi · Koška · Levanjska Varoš · Magadenovac · Marijanci · Petlovac · Petrijevci · Podgorač · Podravska Moslavina · Popovac · Punitovci · Satnica Đakovačka · Semeljci · Strizivojna · Šodolovci · Trnava · Viljevo · Viškovci · Vladislavci · Vuka